# Komuch
El Komuch o Comité de Miembros de la Asamblea Constituyente (del ruso: Комуч, acrónimo de Комитет членов Учредительного собрания, Komitet chlénov uchredítelnogo sobrániya) fue un gobierno rival al Gobierno bolchevique establecido primero en Petrogrado y más tarde en Moscú tras la Revolución de Octubre. El Gobierno del Komuch, controlado por los socialrevolucionarios, duró cerca de cuatro meses antes de ser eliminado por los bolcheviques en septiembre de 1918, y tuvo su sede en la ciudad de Samara, junto al Volga.
Resultado de cerca de siete meses de lucha clandestina contra los bolcheviques, su programa político y económico difería significativamente del de otras entidades antibolcheviques, y suponía una alternativa intermedia entre conservadores contrarrevolucionarios y bolcheviques. Incapaz de lograr un apoyo decidido de ninguna de las clases sociales ni de formar una gran fuerza militar, a las victorias bélicas de junio, julio y agosto les siguió una rápida serie de derrotas en septiembre a manos de las unidades soviéticas, reformadas por Trotski, que acabaron en unas cuantas semanas con el Komuch. Durante su existencia sus relaciones con otras autoridades antisoviéticas, especialmente con el Gobierno Provisional Siberiano, fueron complicadas y apenas recibió apoyo en su lucha contra el Gobierno de Moscú.

## Antecedentes

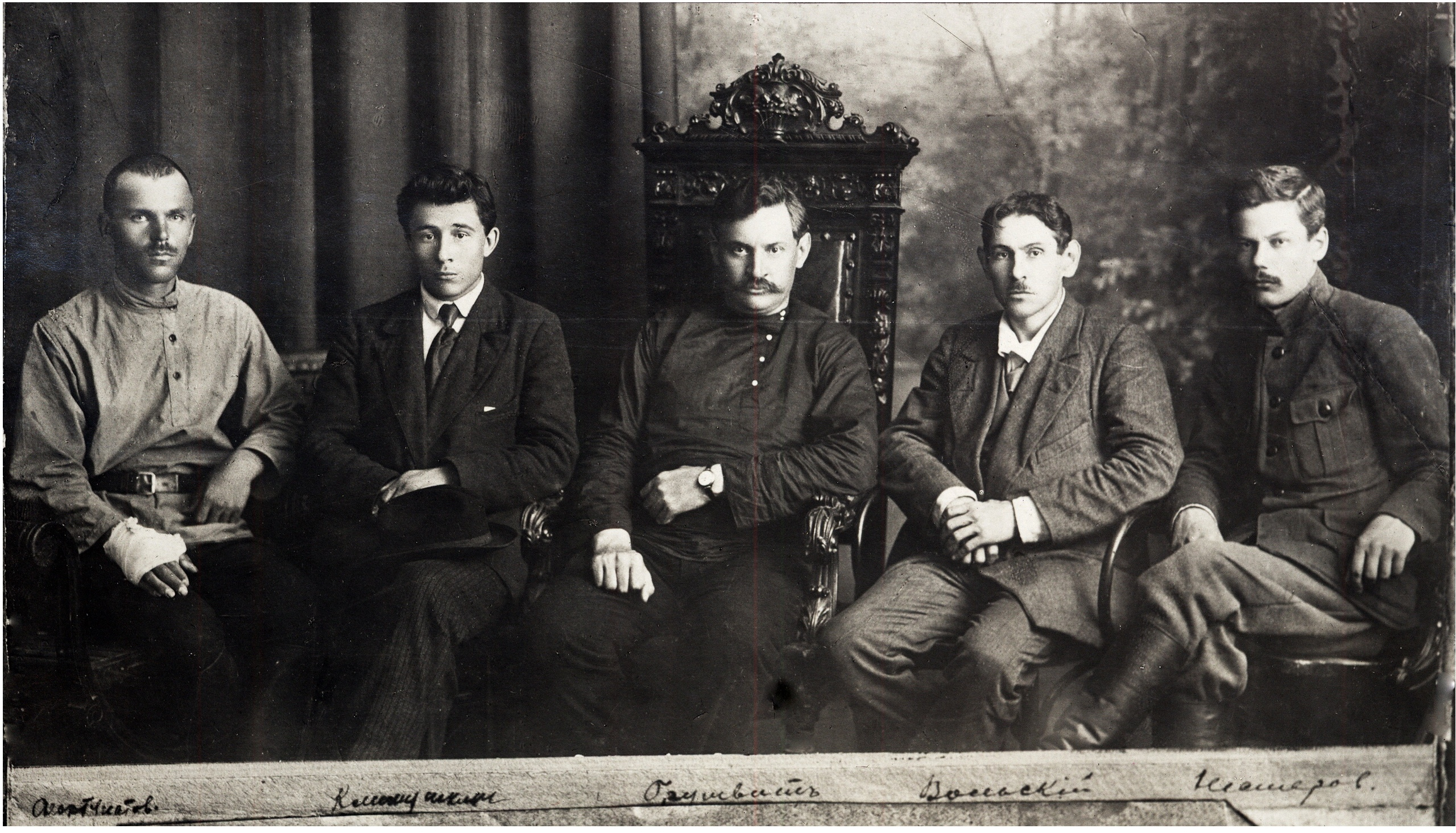
Miembros del Komuch, de izquierda a derecha: Iván Brushvit, Prokopi Klímushkin, Borís Fortunátov, Vladímir Volski (presidente) e Iván Nésterov.

Los socialrevolucionarios (SR o eseristas), que habían perdido gran parte del apoyo del que gozaban al comienzo del periodo revolucionario ruso, habían aprobado en su IV Congreso de diciembre de 1917 defender la Asamblea Constituyente Rusa, incluso con las armas y enfrentándose a los bolcheviques si hubiera sido necesario. El Congreso había aprobado también una resolución que prohibía nuevas alianzas con fuerzas conservadoras como la que habían mantenido en el Gobierno Provisional Ruso antes de la Revolución de Octubre, consideradas perjudiciales para el partido. Únicamente se contemplaban pactos con otras formaciones socialistas. A pesar de la decisión de los socialrevolucionarios, la Asamblea Constituyente Rusa fue disuelta por los bolcheviques a comienzos de 1918 y los diputados regresaron a sus provincias, mientras el Comité Central socialrevolucionario permanecía en la capital planeando cómo enfrentarse al Gobierno y reunir de nuevo la Asamblea. El partido sopesó la posibilidad de reunir la Asamblea en territorio no controlado por los bolcheviques y, después de descartar Ucrania y el Don, se decidió por la región del Volga, de tradición socialrevolucionaria y donde los bolcheviques estaban encontrando problemas. En febrero, una delegación de veinte diputados de la Asamblea viajó a la región para preparar el alzamiento y entrar en contacto con otros grupos opuestos a los bolcheviques. Los primeros meses la actividad fue infructuosa y los informes favorables a la oposición al Gobierno resultaron exagerados, pero a finales de abril y comienzos de mayo, las perspectivas de lograr un alzamiento contra los bolcheviques mejoró para los socialrevolucionarios con la llegada de los destacamentos encargados de requisar alimentos de los campesinos, que fueron recibidos con hostilidad y violencia por estos. Las medidas del Gobierno bolchevique en Samara, que disgustaron a la guarnición y a la clase media, aumentaron el descontento. Ante los indicios de tensión creciente, los socialrevolucionarios decidieron planear un alzamiento para septiembre. El VIII Congreso del partido, celebrado a mediados de mayo en semiclandestinidad por la persecución de la Cheka, aprobó la lucha armada contra el Gobierno soviético y los Imperios Centrales; mostrándose favorables no solo la corriente más conservadora del partido, sino también la más izquierdista. De este modo, se enviaron miembros del Comité Central a las regiones del Volga y de los Urales para organizar el levantamiento.
El 25 de mayo unidades de la Legión Checoslovaca se alzaron contra los bolcheviques y comenzaron a capturar localidades a lo largo del ferrocarril transiberiano. La revuelta condujo a la formación de diversas autoridades políticas antibolcheviques que surgieron en los meses posteriores. El levantamiento de los checoslovacos hizo variar los planes de los socialrevolucionarios, y los dirigentes socialrevolucionarios de Samara, en la clandestinidad, solicitaron el apoyo de las tropas de la Legión Checoslovaca, acantonadas en la cercana ciudad de Penza, para tomar el poder en Samara, junto al Volga. Los SR de la ciudad infringían así la resolución de su Octavo Congreso, celebrado en mayo, que prohibía la injerencia de tropas extranjeras en el conflicto ruso. Las negociaciones con mencheviques y kadetes para obtener su apoyo al alzamiento fracasaron, a pesar de las simpatías de ambos partidos por el objetivo de expulsar a los bolcheviques de la ciudad. Tras cierta renuencia, los checoslovacos aceptaron atacar la ciudad. Después de unas breves escaramuzas conocidas como la «batalla de Samara», que se saldaron con escasas bajas por ambas partes, los dos mil guardias rojos fueron expulsados el 8 de junio por los ocho mil checos bien armados, que habían llegado a la ciudad el día anterior y recibieron la ayuda de una unidad socialrevolucionaria y otra de oficiales. A pesar del júbilo por la expulsión de los bolcheviques, la población en general no apoyó la toma del poder por los alzados.

## Establecimiento
Tras la toma de la ciudad de Samara, se formó entonces un nuevo Gobierno que trató de legitimarse haciendo referencia a la disuelta Asamblea Constituyente Rusa. La proclama la realizaron cinco diputados socialrevolucionarios en la duma de la ciudad, bajo protección militar de los checoslovacos. En sus primeros llamamientos a la población a comienzos de junio tras su establecimiento, el Komuch convocó a la población a defender la Asamblea y el país contra el imperialismo alemán y lo que consideraba claudicación a este por parte de los bolcheviques. La lucha contra estos dos enemigos debía ser la tarea del nuevo «Ejército Popular».
El nuevo Gobierno no contó, sin embargo, con el apoyo decidido de todo el partido socialrevolucionario: su fracción más conservadora, fuerte entre los diputados moscovitas de la Asamblea, vio con malos ojos al Komuch y prefirió respaldar los esfuerzos de la Unión por la Regeneración de Rusia para oponerse al Gobierno de Lenin.
Originalmente lo formaron cinco social revolucionarios —Vladímir Volski, Iván Brushvit, Prokopi Klímushkin, Iván Nésterov y Borís Fortunátov—, todos diputados de la Asamblea Constituyente, tres de ellos naturales de Samara. El nuevo Gobierno hizo un llamamiento a todos los antiguos diputados, con la excepción de los bolcheviques y socialrevolucionarios de izquierda, para que acudiesen a la ciudad, donde se reconstituiría el desaparecido Parlamento. Al final de sus cuatro meses de existencia, alrededor de cien antiguos diputados se habían reunido en la ciudad del Volga. La mayoría de ellos eran socialrevolucionarios, absteniéndose los diputados de otros grupos de acudir dada la preponderancia de los primeros. El Gobierno se consideraba a sí mismo provisional, y planeaba entregar el poder a la Asamblea Constituyente tan pronto como hubiese cuórum para reunirla de nuevo.

## Características y medidas de gobierno
El Komuch formó unas estructuras administrativas con competencias mal definidas, lo que llevó a continuos roces e ineficiencia en la gestión. La distribución de las carteras ministeriales entre los cinco miembros originales dio paso a un gabinete responsable ante el Komuch. En agosto se formó un Consejo de Ministros de quince miembros y el Komuch se transformó en una especie de Cámara legislativa. En la práctica, las decisiones principales las tomaban Volski y Klímushkin en conjunción con Mijaíl Vedeniapin, miembro del Comité Central socialrevolucionario.
La mayoría de los socialrevolucionarios de derecha como Vladímir Zenzínov, Nikolái Avkséntiev o Yekaterina Breshko-Breshkóvskaya se trasladaron a la ciudad. En muchos aspectos fue una resurrección del Gobierno Provisional Ruso en su última fase —durante las sucesivas coaliciones social-liberales presididas por Aleksandr Kérenski—, ya que se basó en la misma premisa que este había defendido y lo había llevado a la derrota a manos de los bolcheviques: que las provincias no estaban listas para una revolución socialista y, por tanto, el proceso revolucionario no debía avanzar más allá de su fase democrática. Nuevamente, esta asunción se mostró falsa. El objetivo principal del Komuch fue, por consiguiente, el restablecimiento de la democracia y el aplazamiento de las reformas sociales hasta la convocatoria de la Asamblea Constituyente, que debía encargarse de tales asuntos. Como en el caso del Gobierno provisional desaparecido, el Komuch se declaró autoridad transitoria hasta el establecimiento de un Consejo de Ministros parlamentario.
El Komuch se consideraba a sí mismo como la única autoridad verdaderamente revolucionaria y mantuvo por ello los símbolos revolucionarios; consideraba contrarrevolucionario al Gobierno de Moscú por su disolución de la Asamblea Constituyente y sus medidas represivas.
El Komuch restauró teóricamente los derechos civiles, pero la guerra civil impidió su aplicación. Se arrestó a cerca de cuatro mil prisioneros políticos, partidarios de los bolcheviques. Se restablecieron los zemstvos y las dumas municipales, prohibiéndose temporalmente los sóviets, que luego reaparecieron, pero no como organismos de gobierno, sino como órganos de clase donde los trabajadores podían expresar sus deseos al Gobierno. El Komuch contaba con delegados plenipotenciarios en las provincias y distritos con potestad para anular los actos de zemstvos y dumas.

## Relaciones con las fuerzas locales y de la región

### Relaciones con mencheviques ykadetes

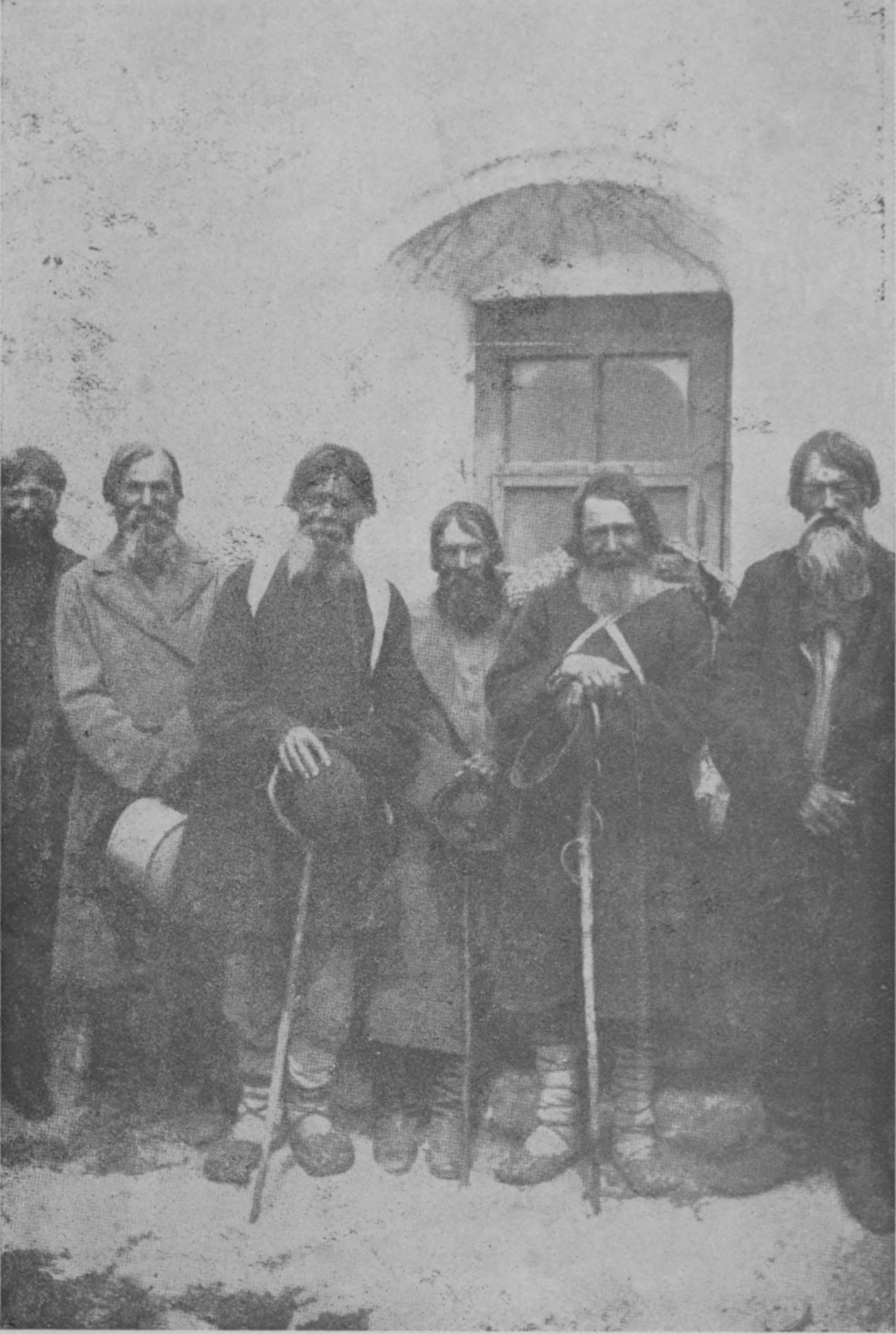
Campesinos rusos de la época de la revolución. El Komuch, con su insistencia en moderar la reforma agraria que teóricamente defendía y su devolución de parte de las tierras a los terratenientes, perdió el apoyo del campesinado.

El Gobierno fue esencialmente un ejecutivo SR, con algunos representantes de las minorías regionales, y de los mencheviques y los kadetes, que ingresaron en el mismo infringiendo las directrices de sus comités centrales respectivos.
Los kadetes pusieron, como condición para ingresar en el gabinete, que los socialrevolucionarios abandonasen su programa agrario; la negativa de los SR los hizo ser hostiles al Komuch. Los kadetes prefirieron respaldar al Gobierno Provisional Siberiano, considerado como defensor de su programa político y capaz de derrotar a los bolcheviques, a la vez que respaldaban los esfuerzos de la Unión por la Regeneración de Rusia y abandonaban temporalmente su preferencia por la instauración de una dictadura militar. El partido kadete confiaba en obtener una mayoría en una nueva Asamblea Constituyente, se negaba a acatar las decisiones de la anterior y deseaba posponer el reconocimiento de la reforma agraria hasta entonces.
Los mencheviques locales solo modificaron su postura en agosto, cuando permitieron que algunos de sus miembros de manera individual ingresasen en el Gobierno, pero el Comité Central mantuvo su oposición a intervenir en la guerra civil. Se formó, no obstante, un comité regional para colaborar con el Komuch. Iván Maiski —el futuro diplomático soviético y miembro por entonces del Comité Central menchevique—, decidió formar parte del ejecutivo, lo que provocó su expulsión primero del Comité Central y más tarde del partido. Esto hizo que muchos mencheviques se abstuviesen de ayudar al Komuch. Otros, sin embargo, trabajaron en los ministerios, aunque ninguno formó parte del Komuch propiamente dicho, ya que no había diputados mencheviques de la Asamblea en Samara.

### Relaciones con las minorías
Partidario de la federación de las regiones, obtuvo la simpatías de tártaros, chuvasios y basquires del Volga. Estos últimos formaron un Gobierno y Ejército propios. La actitud favorable de los socialrevolucionarios a convertir el país en una federación y a otorgar autonomía nacional y cultural a las minorías favoreció al Komuch frente a los bolcheviques en las simpatías de estas.
El apoyo político de estos pueblos, sin embargo, no se tradujo en un respaldo militar significativo, optando la mayoría por no intervenir en el conflicto con el Gobierno bolchevique. Se formó, sin embargo, una división baskir en julio que se contó entre las unidades más fiables con las que contó el Komuch. A finales de septiembre, el Komuch alcanzó un acuerdo para formar una región baskir autónoma. Las minorías de la región, que en general interpretaban la guerra con el Gobierno soviético en términos nacionalistas, fueron más proclives, no obstante, a apoyar al Komuch que el campesinado ruso, que recelaba de las intenciones del Gobierno sobre la tierra.

### Relaciones con las clases sociales
El Komuch trató en las relaciones laborales de mediar entre trabajadores y empresarios y desagradó a ambos. A pesar de que el Komuch mantuvo algunas de las medidas progresistas aprobadas anteriormente, como la negociación colectiva, la prohibición del cierre de las fábricas por sus dueños, la jornada de ocho horas u otras medidas, se tomaron otras decisiones como devolver la propiedad de las fábricas a sus antiguos dueños (a través de una comisión nombrada por el Komuch) y abolir los comités en las mismas. Hubo una clara derechización de la situación e incluso la fracción más izquierdista del Komuch indicó que el gabinete descartaba implantar el socialismo:

No debe siquiera hablarse de diferentes tipos de experimentos socialistas. El sistema capitalista no puede liquidarse en este momento.
V.K. Volski, presidente del Komuch

De este modo, el proletariado local, al comienzo indiferente, pasó de la apatía a la hostilidad, y acabaron por oponerse al Komuch. Esta oposición, sin embargo, no supuso una amenaza seria para la autoridad del Komuch, a pesar de los llamamientos al alzamiento de los bolcheviques locales.
Los bancos volvieron a manos privadas (12 de junio) y se permitió el comercio libre, formándose un Comité de Industria y Comercio dominado por los industriales, que no logró, sin embargo, ganar la simpatía de las clases medias para el Komuch, considerado por estas demasiado socialista. Pronto las clases medias retiraron el tibio apoyo inicial para pasar a respaldar a las tropas contrarrevolucionarias más al este. El Komuch, necesitado de fondos, hubo de aumentar los impuestos y el dinero en circulación, lo que dio lugar a una inflación creciente. Esta llevó al creciente desabastecimiento por la reticencia de los campesinos a vender sus productos a cambio de la moneda depreciada y esta situación condujo al racionamiento del pan. A finales de agosto el sóviet de trabajadores de Samara condenó al Komuch y exigió el traspaso del poder de nuevo a los sóviets. A pesar de no oponerse con las armas al Gobierno, los trabajadores se habían convertido en abiertamente hostiles a este.

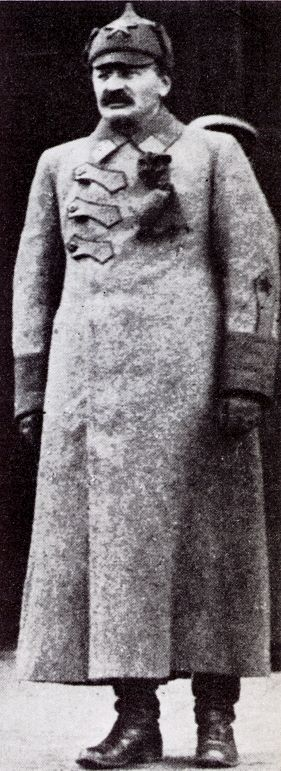
León Trotski, comisario del pueblo de Defensa, acudió a detener el avance de las unidades del Komuch hacia Moscú y logró frenar su ofensiva a las afueras de Kazán y comenzar el contraataque que acabó con su gobierno en el otoño de 1918.

El respaldo hacia el Komuch se redujo rápidamente. En las elecciones municipales de agosto, los partidos del Gobierno apenas lograron el 15 % de los votos y dos tercios de los votantes se abstuvieron. Solo la intelectualidad local se mantuvo firme en su apoyo al Gobierno. Ante la falta de reconocimiento de los soviets campesinos por parte de los dirigentes socialrevolucionarios, el Gobierno perdió el respaldo de los labradores. Los campesinos siguieron respaldando a los sóviets como órganos de gobierno local, ignorando los zemstvos preferidos por los SR, que fueron incapaces de disolverlos. El decreto del 22 de julio, que concedió a los terratenientes el poder reclamar las tierras sembradas cuando aún estaban en sus manos —antes de arrebatárselas los campesinos—, les permitió a estos recuperar un tercio de las tierras que habían sido entregadas a los campesinos, a pesar de que el Komuch declaró aceptar la reforma agraria aprobada en la única sesión de la Asamblea Constituyente. La impresión entre el campesinado fue la de que el Komuch deseaba restaurar el antiguo régimen en el agro, y tuvieron que utilizarse tropas gubernamentales para aplicar la medida ante la resistencia de los campesinos.
El comienzo de las levas de campesinos durante el verano contribuyó asimismo a menguar el respaldo de estos al Gobierno, tras haberlo apoyado en algunos congresos celebrados en junio y julio. El Komuch se vio además obligado a aplicar medidas de presión como hacer que el precio del grano fuera alto para hacerse con parte de la buena cosecha de 1918 ante la incapacidad de comprarla por la escasez de fondos, tras haber permitido nuevamente que el grano se vendiese a precio de mercado, y el poco acceso a productos manufacturados con los que poder comerciar con los productores para que entregasen al Gobierno su producción. La necesidad de abastecer a las ciudades y a las tropas condujo a nuevas requisiciones, mal vistas por el campesinado. Los castigos a los campesinos que se resistían a las confiscaciones de las tropas acrecentaron la hostilidad de aquellos hacia estas.
En septiembre algunas regiones se rebelaron contra el Gobierno cuando este envió destacamentos en persecución de los desertores. El congreso campesino de la provincia de Samara, reunido en septiembre, mostró la creciente hostilidad de los campesinos a las medidas gubernamentales exigiendo el fin de las levas y de la guerra civil. Solo la intervención de Víctor Chernov, recién llegado a la ciudad, evitó la aprobación de una resolución que condenaba al Gobierno, demostrando el desgaste del principal apoyo del Komuch. La caída del Komuch en octubre evitó que este acabase resolviendo los problemas de suministro por la fuerza, como hizo el Ejército Rojo, que le arrebató la región en el otoño y se benefició de la excelente cosecha del año.

### Relaciones con otras autoridades antibolcheviques
La otra autoridad gubernamental destacable en la región era el Gobierno Provisional Siberiano (GPS), con sede en Omsk, con el que el Komuch mantuvo tensas relaciones. Este intentó en vano ser reconocido como autoridad superior por representar a la Asamblea Constituyente, mal vista por las autoridades de Omsk. El GPS veía con malos ojos la tolerancia del Komuch hacia los soviets de trabajadores y su programa agrario. Mientras que el Komuch trataba de mantener la revolución en los límites del programa socialrevolucionario, el GPS se oponía a ella y recuperó incluso símbolos del antiguo régimen zarista.
Las disputas entre Samara y Omsk llevaron a un conflicto comercial en el que el GPS escatimó el grano al Komuch mientras que este dificultó el suministro de petróleo y productos manufacturados al GPS. Incluso en los peores momentos de los combates contra el Gobierno de Moscú, el GPS se negó a enviar tropas o armas al Komuch. Este tuvo además que desviar tropas de los enfrentamientos con los soviéticos para evitar que las autoridades de Omsk tomasen el control de los puertos de los Urales. Muchos de los oficiales se sentían además atraídos por las fuerzas del GPS, desertando a estas en ocasiones. Uno de estos fue el atamán Dútov, de los cosacos de Oremburgo, que pasó de respaldar brevemente al Komuch a traspasar su apoyo al GPS.

## El Ejército Popular y su ofensiva
Aunque al comienzo el Komuch estuvo completamente dependiente del poderío militar checoslovaco y con escasas fuerzas propias —alrededor de trescientos hombres—, posteriormente el Komuch formó sus propias fuerzas armadas, el llamado «Ejército Popular», cuyo reclutamiento supuso su medida más impopular. El Gobierno llamó a filas a todos los hombres entre veinte y veintitrés años y prohibió las asociaciones, asambleas y actividad política en general entre las tropas. Los soldados de mayor edad eran considerados veteranos «contagiados» de bolchevismo. El Ejército se basaba en las reformas aplicadas tras la Revolución de Febrero de 1917: no existía ni la pena de muerte (que se acabó restaurando al final del periodo), ni castigos corporales, y los oficiales no llevaban charreteras. Las fuerzas del Komuch se resintieron de la falta de respaldo del Gobierno Provisional Siberiano, la escasez de oficiales y, sobre todo, de la falta de voluntarios campesinos. El aspecto del Ejército Popular era, además, retrógrado: incapaz de formar un cuerpo de oficiales demócratas, el Komuch hubo de aceptar a los oficiales zaristas que se ofrecieron a servir en las fuerzas armadas. El comandante del Ejército era el coronel Galkin, que se rodeó de figuras de la derecha y monárquicas. Los oficiales del Ejército se oponían pues a las medidas del Gobierno al que servían.
Durante el verano el Komuch y sus aliados checos pudieron avanzar sin problemas frente a los bolcheviques, muy debilitados: el 6 de julio de 1918 tomaban Ufá, el 25 de julio, Simbirsk —capturada por Vladímir Kápel y sus tropas—, y el 6 de agosto, Kazán, donde se hallaban enormes reservas de oro —más de setecientos cincuenta millones de rublos en metales preciosos—. Las tropas bolcheviques, desorganizadas y mal preparadas, abandonaron precipitadamente la ciudad, que suponía el último obstáculo de importancia en el camino a Moscú. Dos días más tarde, el Komuch lograba el apoyo de los trabajadores de las fábricas de municiones de Izhevsk, al norte de Kazán. Las tropas reclutadas en esta localidad y en la cercana Vótkinsk, mandadas por Vladímir Kápel, se contaron entre las mejores del Komuch. El Gobierno de Samara controlaba un territorio tan grande como Italia, con catorce millones de habitantes, que incluía las provincias de Ufá, Samara, Kazán, Simbirsk y parte de la de Sarátov.
A mediados de agosto, sin embargo, la Legión Checoslovaca se deshizo en bandas, algunas de las cuales se pasaron a los bolcheviques, lo que debilitó al Komuch. Los llamamientos al alistamiento en el campo fracasaron, ya que el campesinado simplemente veía la contienda como el enfrentamiento de facciones urbanas y deseaba sencillamente permanecer al margen. La asamblea campesina de septiembre declaró oponerse a la lucha contra los bolcheviques y urgió al Gobierno a alcanzar un acuerdo con estos.
A finales de junio, la falta de voluntarios llevó al Gobierno a echar mano de las levas. Solo uno de cada tres reclutas se presentó en las oficinas de reclutamiento. Apenas se alcanzó a reunir a veinte mil hombres. A pesar del rechazo de los campesinos por los bolcheviques, su oposición a la restauración de la propiedad de la tierra anterior a las reformas era mayor, actitud que favoreció al partido de Lenin. Las deserciones eran enormes y en agosto y septiembre, época de la cosecha, miles de soldados desertaron para regresar a sus aldeas cuando los bolcheviques se encontraban en pleno asalto contra las posiciones del Komuch. El Gobierno respondió a la situación con una represión que recordaba a los métodos zaristas y esto agravó el rechazo que inspiraba en el campo. A pesar de llegar a contar teóricamente con cerca de entre cincuenta y setenta y cinco mil hombres, el Komuch nunca pudo concentrar más de diez mil y unos siete mil de la Legión Checoslovaca para hacer frente a las unidades soviéticas.

## Fin
Durante agosto de 1918 Trotski, llegado con urgencia a Sviiazhsk, a unos veinticinco kilómetros al oeste de Kazán, logró detener el avance de las unidades del Komuch y la desbandada de las unidades bolcheviques. Lenin dio prioridad al frente oriental, al que se enviaron nuevos comandantes y refuerzos proletarios desde las ciudades europeas rusas. A pesar de lo desesperado de la situación para el Gobierno de Moscú, la brillante organización de Trotski logró frenar el avance del enemigo y restauró la disciplina entre las unidades con medidas brutales, pero eficaces. Trotski, mediante una mezcla de medidas psicológicas para aumentar la moral de las tropas y de refuerzos materiales llegados con urgencia, estabilizó el frente y comenzó la contraofensiva, rodeándose de jóvenes oficiales que más tarde destacaron en el Ejército soviético, como el futuro mariscal Tujachevski.
A comienzos de septiembre, Lenin había conseguido concentrar setenta mil soldados en el frente oriental, el doble de tropas con las que contaba el Komuch. El 10 de septiembre los bolcheviques recuperaban Kazán, atacado desde tres direcciones y bombardeado desde el Volga. Dos días más tarde, Mijaíl Tujachevski alcanzaba Simbirsk. Para entonces el número de deserciones de tropas del Komuch con destino a las fuerzas bolcheviques era sustancial.
Entonces estaba teniendo lugar en Ufá una conferencia en la que se congregaban más de una docena de Gobiernos antibolcheviques de toda Rusia, entre ellos el Gobierno Provisional Siberiano. para constituir una única autoridad antibolchevique. Ante la pérdida de Kazán, el Komuch participó en la creación del Gobierno Provisional Panruso en 23 de septiembre, que era un Directorio de cinco miembros con sede en Omsk. La mayoría de sus miembros pertenecían al Partido Socialrevolucionario y su presidente fue el también eserista Nikolái Avkséntiev, pero el poder real estaba en manos del Gobierno Provisional Siberiano.
El acuerdo que permitió la creación del Directorio había sido defendido por la Legión Checoslovaca y los Aliados desde el verano, pero para cuando se logró el Ejército Popular se hallaba en disolución y Samara sin socorro posible. En efecto, con la ofensiva del Ejército Rojo, que contaba a comienzos de octubre con cerca de cien mil en la región, la resistencia checa se vino abajo y Samara cayó el 7 de octubre. Los SR disolvieron el Komuch y huyeron a Ufá el día 6. Allí se encontraron a merced de las fuerzas contrarrevolucionarias que avanzaban desde el Este. La mayoría de diputados que habían formado el Komuch acabó trasladándose a Ekaterimburgo donde formó el Congreso de Miembros de la Asamblea Constituyente mientras que una minoría permaneció temporalmente en Ufá como Gobierno regional subordinado a Omsk.
La principal causa de la derrota del Komuch fue la falta de apoyos: ni las minorías —tratadas con esmero—, ni el campesinado —abrumadoramente favorable en las elecciones a los socialrevolucionarios—, contribuyeron significativamente al esfuerzo bélico. Por su parte, el proletariado y la clase media industrial y comercial fueron hostiles, y el Gobierno Provisional Siberiano le arrebató las simpatías de los elementos conservadores y de los oficiales.